# Hawker Sea Fury
«Гоукер Сі Фюрі» («Морська Лють», англ. Hawker Sea Fury) — палубний винищувач британського виробництва, створений компанією Hawker Aircraft на базі успішного винищувача Hawker Tempest.
Через пізню розробку «Сі Фюрі» не встиг взяти участь в Другій світовій війні, і замовлення Королівських ВПС Великої Британії було скасоване, але Повітряні сили флоту Великої Британії були зацікавленні в заміні застарілих Supermarine Seafire і американських Grumman F6F Hellcat на новіший винищувач британського виробництва. Літак брав активну участь у Корейській війні у складі ВПС різних країн, де виконував різноманітні задачі та навіть зустрічався з набагато новішим МіГ-15.

## Історія створення
Hawker Sea Fury створювався на базі успішних винищувачів Typhoon та Tempest, які вже використовувались британськими силами, і мав замінити їх використавши нові двигуни і доведену до досконалості конструкцію. Міністерство авіації заявило про свої вимоги до нового літака у січні 1943 року, специфікація F.2/43 включала у себе цілий ряд вимог до технічних характеристик, серед яких: швидкопідйомність 23 м/с, з рівня землі до 6000 метрів, гарне маневрування, максимальна швидкість не нижча за 724 км/годна висоті 6705 м, озброєння з чотирьох 20-мм. гармат Hispano V калібру 20 мм, загальна кількість боєприпасів — 600 і двох авіаційних бомб вагою до 454 кг.
Незабаром свою специфікацію N.7/23 видало й Адміралтейство, у якому було перелічено усе що й до цього, але з додаванням можливості використання літака з палуби авіаносця.
Після цього розробка велася одночасно двох моделей — сухопутна версія Hawker Fury, та палубна версія Hawker Sea Fury. В грудні 1943 року було замовлено 6 літаків, 2 — з двигунами Rolls-Royce Griffon, ще два з Bristol Centaurus XXIIs, один з двигуном Centaurus XII та одна модель як тестувальна конструкція. Першим здійнявся в повітря варіант з двигуном Centaurus XII — 1 серпня 1944 року, а 27 листопада — варіант з Griffon, але випробування і розробка продовжувалась аж до 1945.

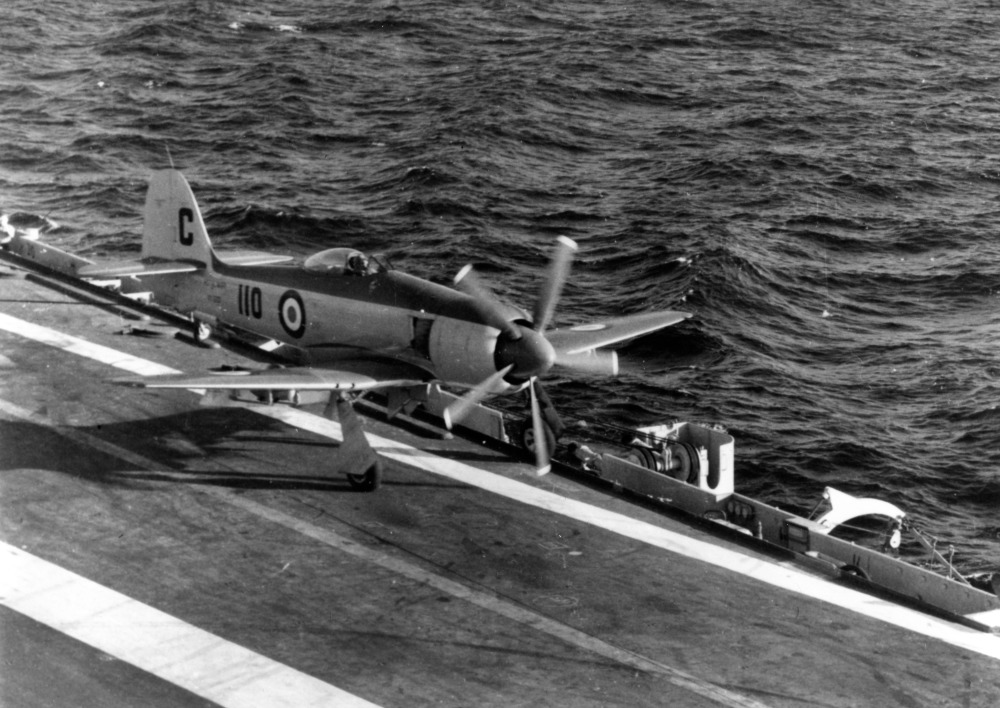
Hawker Sea Fury FB.11

Після закінчення Другої Світової, Повітряні Сили Великої Британії почали скасовувати багато замовлень на різні моделі техніки, які до цього моменту здавалися потрібними та перспективними. Hawker Fury став одним з них — через наявність великої кількості у ВПС поршневих «Темпестів», а також поступове впровадження реактивних винищувачів, замовлення на Fury було скасовано. Sea Fury ж продовжив свій шлях до серійного виробництва через складні умови серед парка палубної авіації Великої Британії, модифіковані Seafire вже застаріли, а американські літаки Corsair передані за ленд-лізом треба було повертати або віддавати гроші по закінченню програми, тому для оновлення палубних літаків було обрано саме Hawker Sea Fury, робота над яким продовжувалася.

### Розробка Sea Fury
Свій перший політ Sea Fury з двигуном Centaurus XII здійснив 21 лютого 1945 року в Ленглі, Беркшир. Перший прототип вже мав посадковий гак, але не мав складних крил і не був повністю «палубним» літаком. Але другий прототип з двигуном Centaurus XV, який здійнявся в повітря вже 12 жовтня 1945, вже був придатний для розміщення на авіаносцях.
Початкове замовлення складало 200 літаків Sea Fury, 100 з яких повинна була виготовити фабрика Boulton-Paul в Волверхемптоні. Проте в січні 1945 року цю частину замовлення скасували — залишилось тільки замовлення на заводі компанії Hawker у Кінгстоні. Третій прототип полетів 31 січня 1946 року, було виявлено проблему з двигуном, але усе вирішилося заміною моделі.

### Серійна версія Sea Fury
Перший серійний літак, Sea Fury F Mk. X здійснив свій перший політ у 1946 році, а третій серійний літак вже випробовувався на авіаносці HMS Victorious, на якому було виявлено та вирішено ряд проблем, пов'язаних з посадкою літака на палубу, завдяки відгукам пілотів також було модифіковано та замінено частину систем посадки (зміна в конструкції для зниження вібрації, гак для посадки). Четвертий та шостий серійний літак використовувалися на тестах з HMS IIIustrious, за результатами яких в конструкцію знову внесли зміни, пов'язані з гаком для посадки.
Тільки у липні 1947 року, вже після усіх тестів та випробувань, 50 серійних Sea Fury було офіційно прийнято на озброєння. Компанія Hawker продовжувала вдосконалювати виріб, результатом роботи стала нова модифікація — Sea Fury FB.11 (або Sea Fury Mk.11) з новим механізмом складання крил.
Перед прийняттям на озброєння Повітряні Сили Флоту Великої Британії замовило 60 літаків у тренувальній модифікації — Sea Fury T.20, їх було вироблено та передано у період з 1950 по 1952 роки. За увесь час Королівські військово-морські сили придбали 615 літаків Sea Fury, більшість з них у модифікації Mk.11

## Sea Fury у складі сил Великої Британії та союзників

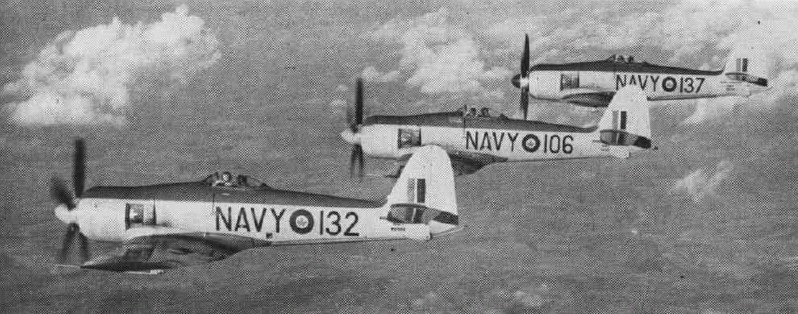
Три Sea Fury у повітрі

Першим формуванням, що отримало Sea Fury у свій склад була 778-а ескадрилья військово-морських сил Великої Британії, яка отримала свою партію у лютому 1947 року, пізніше цього ж року інші формування теж отримали нові літаки.
Канадські військово-морські сили (803-я та 807-а ескадрильї) почали замінювати свої старі Seafire на новіші Sea Fury у серпні/вересні 1947 року. Через меншу дальність польоту та незручність у використанні на авіаносці літаків Seafire, їх часто замінювали на Sea Fury але залишали для охорони кораблів навколо авіаносця, а роль винищувача-бомбардувальника на більшості авіаносців Великої Британії виконував саме Sea Fury.
В ролі винищувача-бомбардувальника Sea Fury були основним літаком флоту з моменту прийняття на флот аж до 1953 року, коли на озброєння почали надходити Hawker Sea Hawk і Supermarine Attacker. Перед тим, як вийти зі складу військових формувань, Sea Fury встиг взяти участь у Корейській Війні та побувати у складі 10 армій світу.

## Історія використання

### Корея

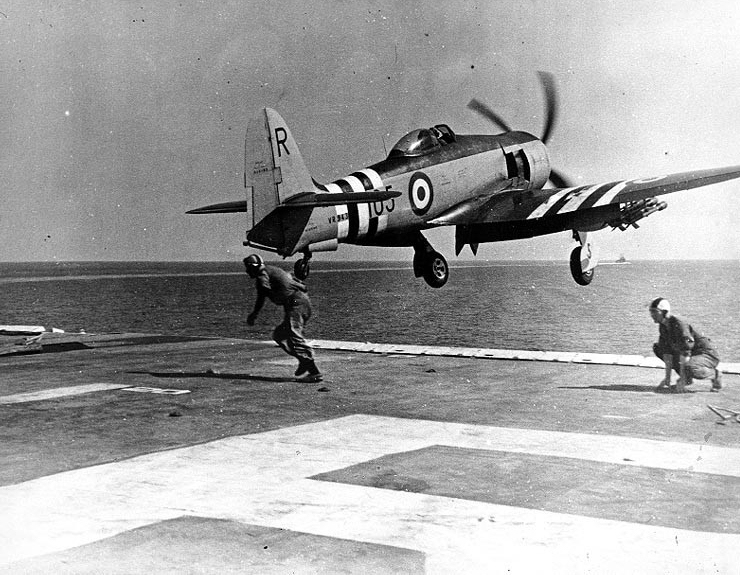
Sea Fury злітає з палуби авіаносця

Літак використовувався як винищувач-бомбардувальник для підтримання наземних сил майже увесь час конфлікту, активно брав участь у більшості заходів. Використовувався авіаносцями Великої Британії та Австралії для підтримки Сполучених Штатів Америки, Sea Fury базувалися на кораблях: HMS Glory, HMS Theseus, HMS Ocean та австралійському HMAS Sydney.
На ранньому періоду конфлікту літаки злетіли 264 рази з борту авіаносця Theseus. Потім, у грудні 1950, ще 332 вильоти без бойових втрат.
Єдиною втратою у цей період став інцидент з американським B-29 Superfortress, який переплутав моделі літаків та прийняв Sea Fury за ворожий літак, після чого збив його своїми бортовими турелями. Після цього усі союзні літаки були пофарбовані та мали на собі яскраві стрічки на крилах та корпусі, за наявністю яких одразу було видно своїх та чужих.
У 1952 році у повітрі з'явилися новітні МіГ-15 китайських ВПС, що становило значну загрозу для Sea Fury та інших літаків подібного типу через значну перевагу реактивного літака у швидкості.
8 серпня 1952 року лейтенант Британських військово-морських сил Пітер Кармайкл перебував на патрулюванні, на якому в один момент помітив китайський МіГ-15, що пролітав поруч. Під час цього патрулювання Пітер успішно знищив реактивний літак китайців.

### Австралія

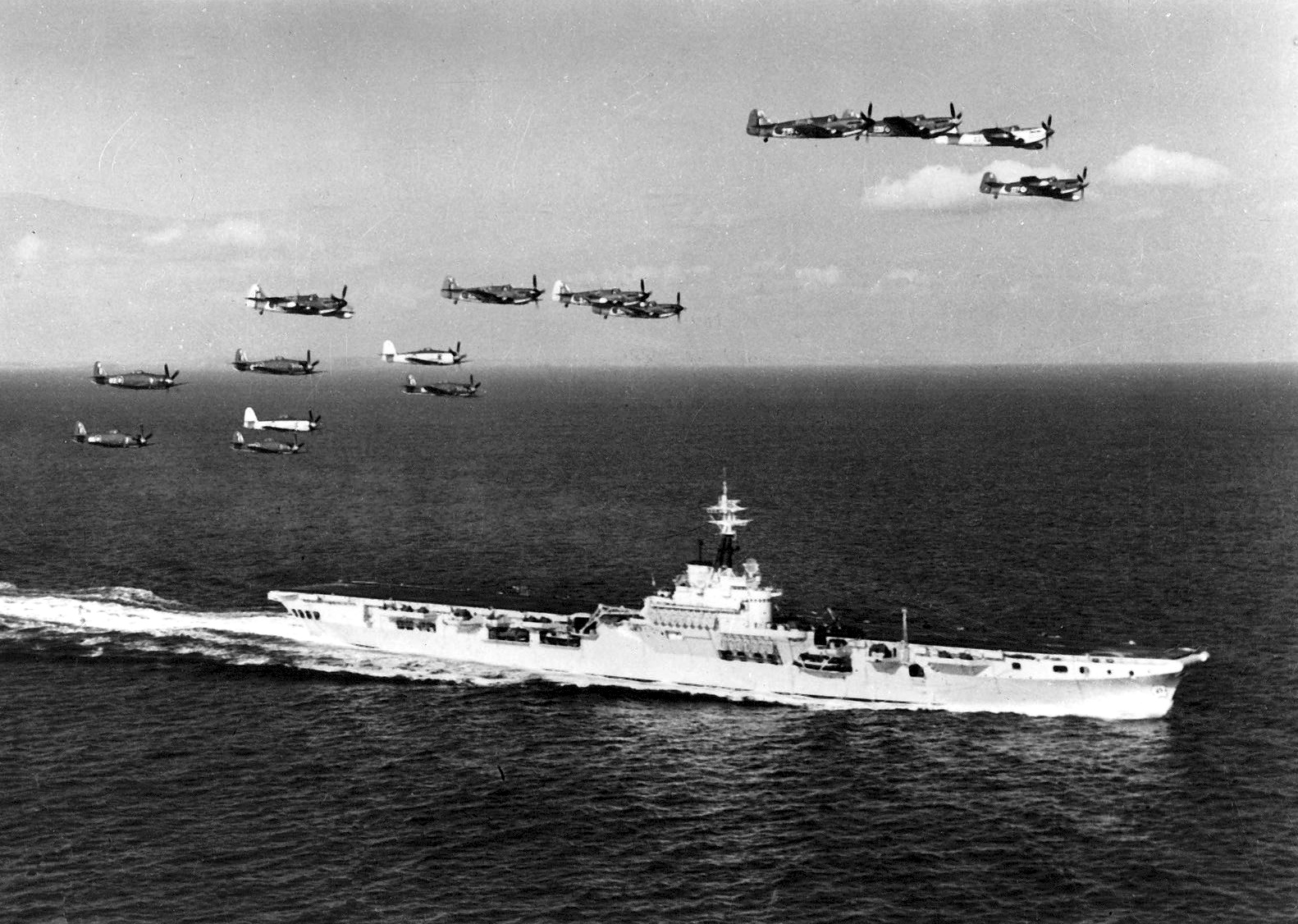
Літаки Firefly та Sea Fury над авіаносцем HMAS Sydney

Австралія мала три ескадрильї з Sea Fury в їх складі — 805, 808 та 850. Літаки використовувалися на авіаносцях HMAS Sydney та HMAS Vengeance, брав участь у Корейській війні, використовувався австралійцями з 1948 по 1962 рік.

### Бірма
Усього країна отримала 21 літак, більшість з яких раніше знаходилися у британських формуваннях. Використовувалися для патрулювання та захисту, перехоплення китайських бомбардувальників (У лютому 1961 Sea Fury перехопили PB4Y Privateer на кордоні Бірми з Таїландом).
Списаний у 1968 році, місце Sea Fury зайняли американські реактивні винищувачі Lockheed P-80 Shooting Star.

### Канада
Канада стала одним з перших користувачів нових британських літаків — перші борти були передані за контрактом у червні 1948. Перший винищувач був прийнятий до канадської бази в Онтаріо — RCAF Rockcliffe.
Дві канадські ескадрильї — 803 та 883 (пізніше перейменовані на 870 та 871) використовували Sea Fury на кораблі HMCS Magnificent. Через використання канадцями американської техніки посадки на авіаносець виник цілий ряд проблем, пов'язаний з пошкодженням літаку після приземлення.
У складі канадських сил літаки Sea Fury знаходилися з 1948 по 1956, був замінений американськими McDonnell F2H Banshee.
Літаки, що відправили на склади пізніше було придбано цивільними пілотами та колекціонерами.

## Технічні параметри
- Довжина: 10,57 м
- Розмах крил: 11,7031 м
- Висота: 4,839 м
- Площа крил: 26 м2
- Маса порожнього: 4 191 кг
- Злітна вага: 5 602 кг
- Максимальна злітна вага: 6 645 кг
- Двигун: Bristol Centaurus 18
- Потужність: 2480 кінських сил
- Максимальна швидкість: 740 км/год на висоті 5 500 м

## Країни-оператори
- Австралія
- Бірма
- Канада
- Куба
- Єгипет
- ФРН
- Ірак
- Нідерланди
- Пакистан
- Велика Британія